# Livraria

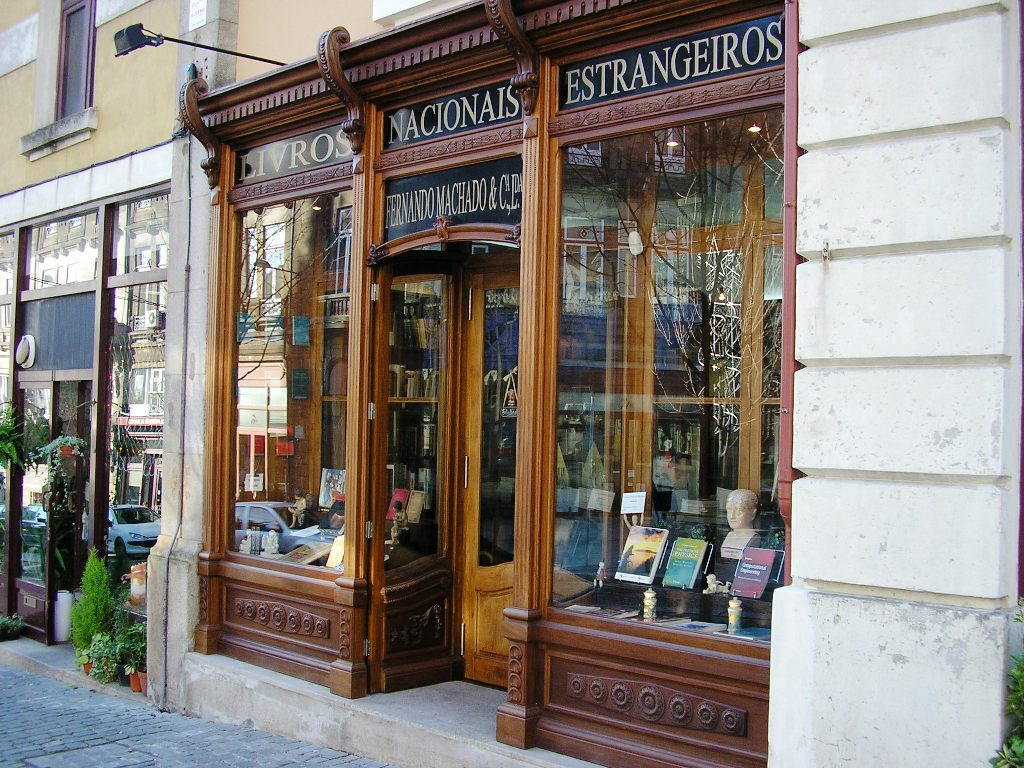
Uma livraria tradicional no Porto

Uma livraria é um tipo de loja que vende livros e outros itens relacionados com a leitura, como jornais e revistas. As faculdades e universidades costumam ter as suas próprias livrarias destinadas aos estudantes em seu campi, as quais normalmente especializam-se em livros e textos relacionados com os respectivos cursos, apesar de algumas livrarias universitárias pertencerem a grandes cadeias livreiras. As maiores livrarias podem ter mais de 200 mil títulos e as livrarias online podem oferecer, em alguns casos, por volta de já uns 8 milhões de títulos.

## O comércio livreiro

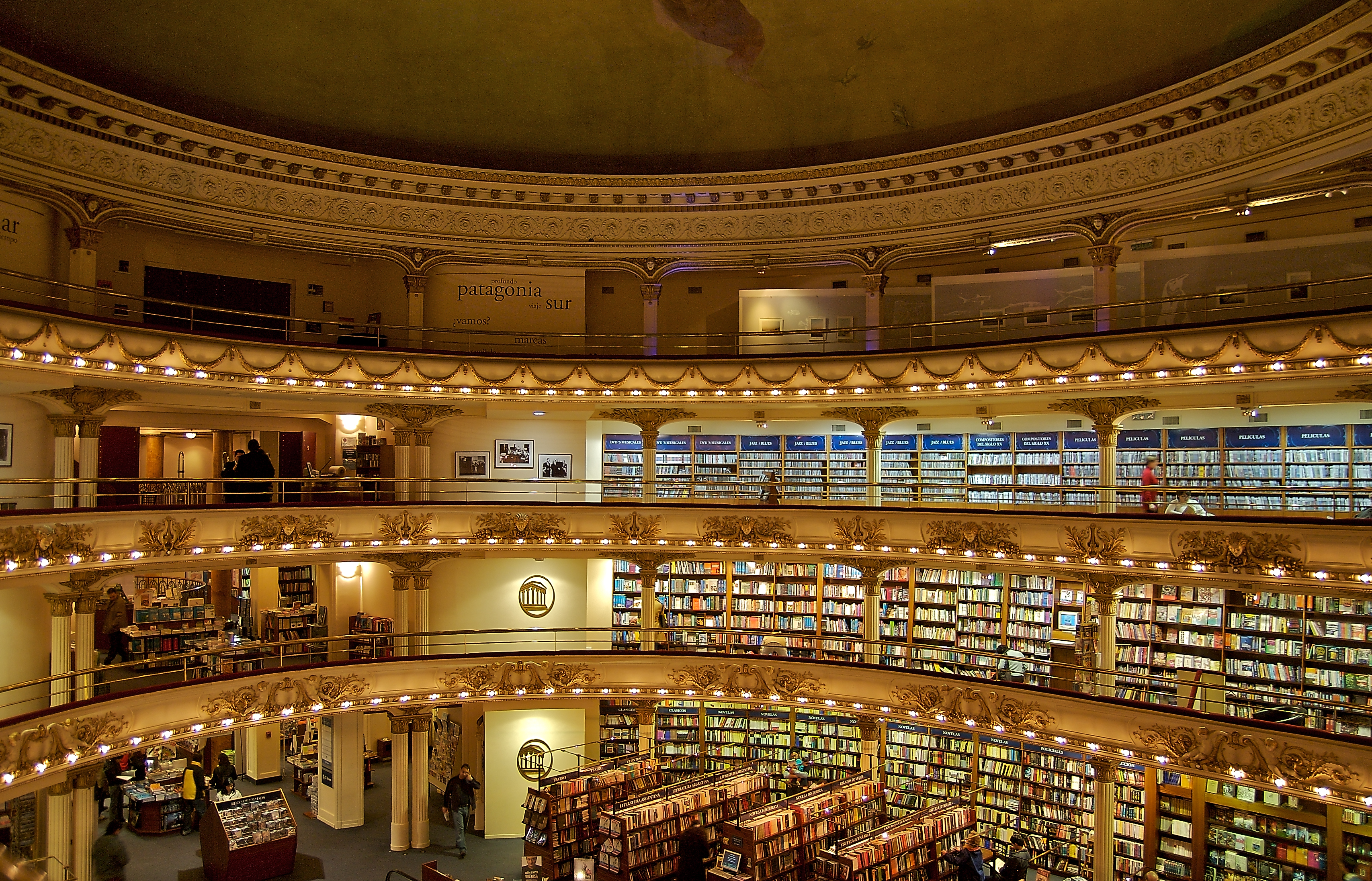
Uma livraria em Buenos Aires, Argentina

Um tipo comum de livraria é o "sebo" ou "alfarrabista", que compra e vende livros usados, quase sempre por preços muito mais baratos que os novos. Contudo, livros raros, especialmente algumas primeiras edições, podem ser muito mais caros. Os colecionadores de livros tendem a frequentar sebos. As grandes livrarias online também oferecem livros usados. Os indivíduos que desejem vender os seus livros usados através deste meio têm de concordar com os termos exigidos pelas livrarias, designadamente pagar à livraria online uma comissão predeterminada assim que o livro for vendido.
Durante os anos 1990 muitas livrarias (tanto de grandes cadeias como independentes) começaram a incluir cafés em suas lojas, relançando a tradição vienense do século XVIII, associada à república das letras. Hoje é raro ver uma livraria média ou grande sem um café dentro ou muito próximo. Além disso, grandes redes de livrarias assumiram um lado de "biblioteca pública" quando incorporaram ao planejamento do espaço da loja cadeiras confortáveis e sofás. Convenientemente espalhados pela loja, esses espaços de leitura encorajam os clientes a sentar e ler o quanto quiserem, sem serem pressionados a comprar nada.

## O comércio livreiro no Brasil
Atualmente, devido as restrições impostas pela Pandemia, o mercado editorial vem tendo um decréscimo considerável. Em 2020, ocorreu uma queda de 13% no faturamento total em comparação com o ano anterior, segundo aponta a pesquisa Produção e Vendas do Setor Editorial Brasileiro que acaba de ser divulgada. O forte impacto provocado pela pandemia do Coronavírus conteve a lenta recuperação que o setor vinha conseguindo após as sucessivas crises das grandes redes de livraria, como a Saraiva e a Cultura. Porém nem tudo está perdido. O levantamento também mostra que a participação das livrarias virtuais cresceu 84% no faturamento das editoras.

## A livraria mais antiga do mundo

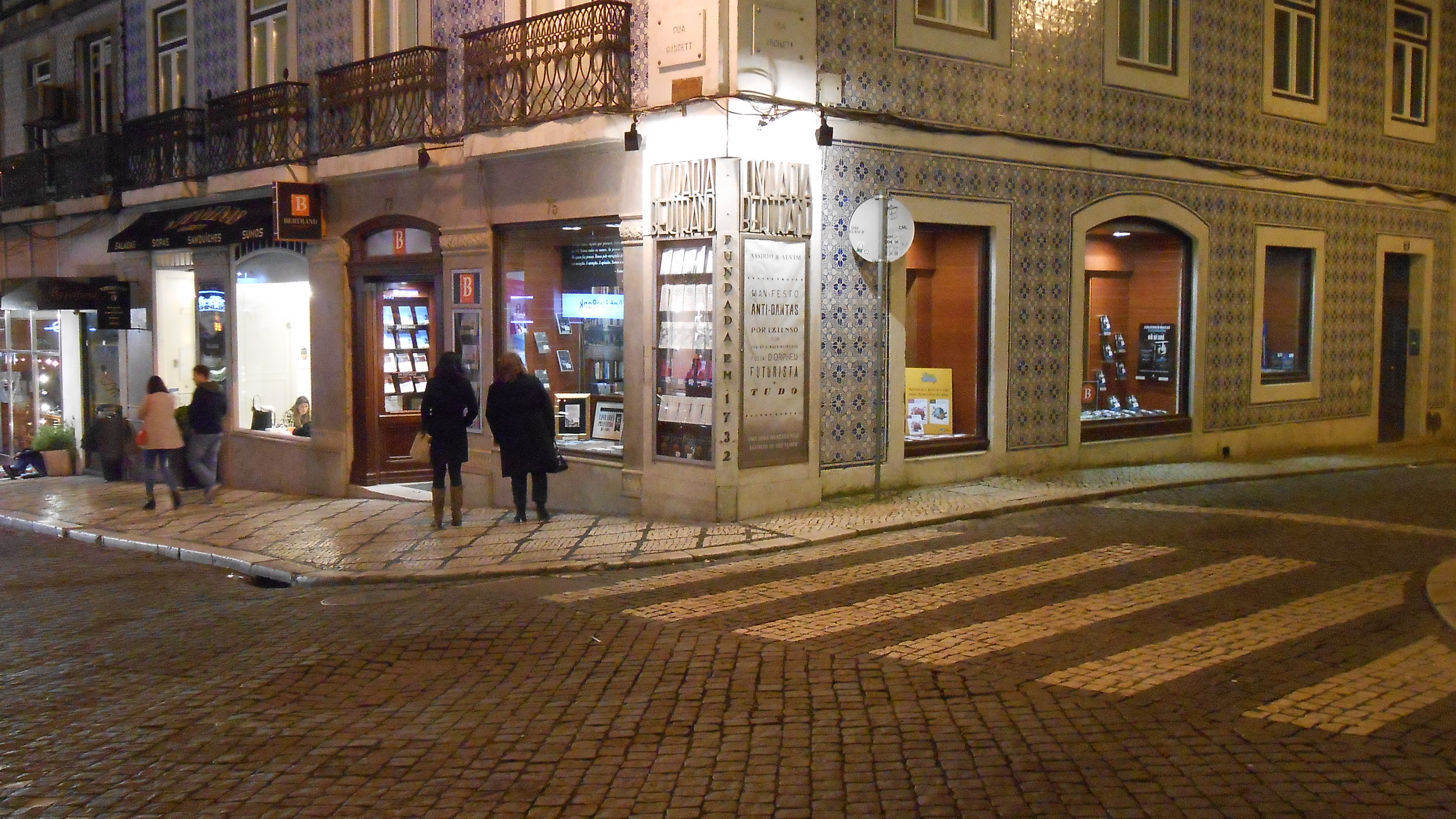
Livraria Bertrand em Lisboa a mais antiga do mundo.

A livraria mais antiga do mundo em atividade contínua no local atual: a Livraria Bertrand, situada desde 1773 na rua Garret 73/75 em Lisboa, Portugal.
A Livraria Bertrand foi fundada em 1732, na rua Direita do Loreto, por Pedro Faure. Em 1755 veio a ser destruída por um enorme terremoto e maremoto seguidos de um incêndio que assolaram Lisboa, tendo sido instalada em outro local. Dezoito anos depois, após a reconstrução da cidade, a Livraria Bertrand foi instalada no local onde ainda hoje existe, completando assim 238 anos de funcionamento continuado.
Desde então a Livraria Bertrand faz parte do património cultural da cidade. Por lá passaram gerações de escritores portugueses, como Alexandre Herculano, Oliveira Martins, Eça de Queirós, Antero de Quental e Ramalho Ortigão ou, mais recentemente, Fernando Namora e José Cardoso Pires.
A Livraria Bertrand não só comercializa livros e artigos relacionados, mas é também uma editora prestigiada. Apesar da livraria original se encontrar no Chiado, perto do local onde Fernando Pessoa nasceu e do café A Brasileira que Pessoa frequentou, a Bertrand expandiu-se tornando-se uma cadeia de atualmente com 53 lojas em Portugal.  
A célebre livraria Galignani de Paris reivindica ser a mais antiga do mundo, por ter sido fundada em 1520, na cidade italiana de Veneza. Contudo, apenas foi instalada em 1856 na sua atual localização, rue de Rivoli 224, pelo que a sua congênere lisboeta possui uma história de laboração contínua no mesmo local de mais 83 anos.